# Sidney Dancoff
Sidney Michael Dancoff (27 septembre 1913 à Philadelphie, États-Unis - 15 août 1951 à Urbana en Illinois) est un physicien théoricien américain surtout connu pour l'approximation de Tamm-Dancoff et pour avoir développé une méthode de renormalisation presque correcte qui aurait pu servir à créer une version de l'électrodynamique quantique (QED).

## Biographie
Sidney Michael Dancoff naît à Philadelphie aux États-Unis, mais est élevé dans le quartier Squirrel Hill à Pittsburgh en Pennsylvanie. Profitant d'une bourse d'études, il obtient un baccalauréat en physique du Carnegie Tech en 1934. Par la suite, il complète une maîtrise à l'université de Pittsburgh en 1936. À l'université de Californie à Berkeley, il obtient un Ph.D. en 1939 sous la supervision de Robert Oppenheimer.
Pendant son doctorat à Berkeley, Oppenheimer lui suggère d'étudier la diffraction des électrons relativistes provoquée par un champ électrique. De tels calculs mènent généralement à des résultats infinis dans le cadre de l'électrodynamique quantique. En utilisant des résultats d'Oppenheimer et de Félix Bloch en théorie de la perturbation, il met au point des méthodes pouvant éliminer des infinis. Cependant, elle ne permet pas d'éliminer tous les infinis et donc sa méthode, plus tard appelée « renormalisation », ne peut mener à des résultats finis. Il la décrit dans un article publié en 1939,.
En 1948, Sin-Itiro Tomonaga et ses étudiants relisent son article. En utilisant des méthodes de calculs plus performantes, ils découvrent qu'il a omis un terme ou deux termes. Une fois cette omission corrigée, la méthode de Dancoff est valide et ils l'utilisent pour créer une version de QED, pour laquelle Tomonaga partagera le prix Nobel de physique en 1965. À la même époque, des physiciens américains découvrent aussi l'erreur de Dancoff et proposent une version de QED, toutefois en s'appuyant moins sur cette méthode,.
Pendant la Seconde Guerre mondiale, dans le cadre du Projet Manhattan, Dancoff travaille sur les réacteurs nucléaires, technologie toute récente. En collaboration avec M. Gainsburg, il établit un modèle qui permet d'évaluer l'influence d'une tige de combustible sur les autres tiges en ce qui concerne la diffusion des neutrons. Le facteur de Dancoff, qui sert à déterminer l'effet de « masquage » des tiges, est encore utilisé au XXIe siècle.
Après la guerre, Dancoff enseigne à l'université de l'Illinois à Urbana-Champaign. En 1950, il publie une approximation utile dans la théorie des corps multiples, laquelle trouve des applications en physique nucléaire et en physique du solide. Igor Tamm l'ayant aussi mise au point en 1945, elle est appelée « approximation de Tamm-Dancoff ».
Vers la fin des années 1940, Dancoff collabore avec le radiologiste autrichien Henry Quastler dans les nouveaux domaines de la cybernétique et de la théorie de l'information. Leur travail mène à la publication de ce qui est aujourd'hui appelé la loi de Dancoff. De façon informelle, elle s'exprime ainsi : La croissance la plus significative survient quand le plus grand nombre d'erreurs est conforme à la survie,.
Dancoff est mort d'un lymphome en 1951.